# (20387) 1998 KP54
A (20387) 1998 KP54 a Naprendszer kisbolygóövében található aszteroida. A LINEAR projekt keretében fedezték fel 1998. május 23-án.